# Herpersdorf (Dietenhofen)
Herpersdorf is een plaats in de Duitse gemeente Dietenhofen, deelstaat Beieren, en telt 140 inwoners.